# Jan Sandorski
Jan Tadeusz Sandorski (ur. 28 stycznia 1940 w Poznaniu, zm. 28 grudnia 2018 tamże) – polski prawnik, specjalista prawa międzynarodowego, profesor nauk prawnych, pracownik Zakładu Prawa Międzynarodowego i Organizacji Międzynarodowych Wydziału Prawa i Administracji Uniwersytetu im. Adama Mickiewicza w Poznaniu.

## Życiorys
Syn Bronisława i Marii. W 1962 ukończył studia na Wydziale Prawa i Administracji Uniwersytetu im. Adama Mickiewicza w Poznaniu, w tym samym roku został pracownikiem naukowym tamże, a w 1967 uzyskał stopień naukowy doktora. Na Wydziale funkcję kierownika Katedry Prawa Międzynarodowego Publicznego pełnił od 1978 do 1984. Ponadto był kierownikiem Zakładu Obrotu Międzynarodowego Akademii Ekonomicznej w Poznaniu od 1982 do 1989, rektorem Wyższej Szkoły Nauk Humanistycznych i Dziennikarstwa od 1996 do 1999. Wykładał również na zagranicznych uczelniach: Uniwersytet Columbia, Uniwersytet Ahmadu Bello (Nigeria), Uniwersytet Komeńskiego w Bratysławie (Słowacja), Państwowy Uniwersytet w Irkucku (Rosja). Został specjalistą prawa międzynarodowego, praw człowieka, stosunków polsko-niemieckich. W 2007 otrzymał tytuł naukowy profesora nauk prawnych.
Udzielał się jako ekspert Ministerstwa Spraw Zagranicznych, do 2013 zasiadał w Doradczym Komitecie Prawnym MSZ, był doradcą polskiej delegacji na sesje Zgromadzenia Ogólnego Organizacji Narodów Zjednoczonych. Przez wiele lat pełnił funkcję prezesa Polskiego Towarzystwa Przyjaciół ONZ.
Miał dwie córki i dwóch synów.
Zmarł 28 grudnia 2018 w Poznaniu. Został pochowany 2 stycznia 2019 na cmentarzu parafii Matki Bożej Częstochowskiej w Poznaniu.

## Publikacje
- RWPG – forma prawna integracji gospodarczej państw socjalistycznych (1977)
- Nieważność umów międzynarodowych (1978)
- Międzynarodowa ochrona praw człowieka a HIV/AIDS (2002)
- Universal international standards of human rights protection and the HIV/AIDS pandemic (2003)
- Opieka dyplomatyczna a międzynarodowa ochrona praw człowieka. Zagadnienia wybrane (2006)
- Nie deptać prawników. Wydział Prawa Uniwersytetu im. Adama Mickiewicza w anegdocie (2007)

## Odznaczenia i wyróżnienia
- Odznaka Honorowa „Bene Merito” (2015)[6]
- Medal Rodła Związku Polaków w Niemczech (2016)[7][8]
- Nagroda Naukowa Miasta Poznania – zbiorowa (1991, za książkę pt. Poznański Czerwiec 1956, poświęconą wydarzeniom Poznańskiego Czerwca 1956, wyróżniony razem ze współpracownikami: Zofią Trojanowiczową, Aleksandrem Ziemkowskim, Jarosławem Maciejewskim, Aleksandrem Bergerem, Łucją Łukaszewicz, Władysławem Markiewiczem i Piotrem Czartołomnym)[9]